# Batalla de los ejidos de Pasto
La batalla de los ejidos de Pasto o batalla del ejido fue un enfrentamiento armado entre las tropas patriotas del Estado Libre de Cundinamarca al mando del general Antonio Nariño y las tropas realistas asentadas en la ciudad de San Juan de Pasto siendo apoyadas por el propio pueblo pastuso. Tuvo lugar el 10 de mayo de 1814 como parte de la campaña de Nariño en el sur, episodio de la primera fase de la guerra de independencia de Colombia. La batalla de los ejidos de Pasto terminó con la derrota de los independentistas y la captura de Nariño, que puso fin a la campaña.

## Antecedentes
En la batalla de Tacines ocurrida el día anterior, el 9 de mayo, los realistas fueron derrotados por los patriotas y se retiraron a Pasto, dejando el camino abierto hacia la ciudad. Después de la huida de los españoles, Nariño envió un espía para conocer la situación del enemigo, que le comunicó que Aymerich se fue de la ciudad. Nariño ordenó entonces la movilización de las tropas por la noche. Acompañado por su hijo, el coronel Antonio Nariño Ortega, se dirigió a la ejidos de Pasto a donde llegaron antes del amanecer en el día 10 de mayo. En ese momento decidió entrar con su ejército. Sin embargo fueron atacados por un batallón enemigo.

## Desarrollo
Mientras Nariño avanzaba de entrada en la ciudad cerca a la loma de El Calvario animaba a sus tropas por haber llegado a su destino, no obstante, fue recibido con fuego, algunos realistas y pobladores escondidos atacaban desde los arbustos por todos lados al ejército patriota, Nariño resolvió entonces replegarse unos metros más atrás, donde envió un mensaje exigiendo la rendición de la ciudad, la cual no fue aceptada, los patriotas hambrientos y con muchas armas inservibles decidieron dar la lucha con sus muy escasas municiones al pueblo armado. Dividido en tres, el ejército de Nariño se enfrentó a los realistas divididos de la misma forma. Los patriotas recogían los fusiles y los pertrechos que le quitaban al enemigo para seguir luchando, tres veces cargaron los pastusos pero en todas fueron rechazados. El ejército de Nariño estaba ya muy debilitado, su caballo fue derribado de un disparo, mientras él estando en el suelo luchaba contra los opositores con una pistola, el capitán Joaquín París Ricaurte simplemente le echó una mano para ayudarle a escapar. Sin embargo, en la confusión de la batalla, la columna encabezada por el coronel Pedro Monsalve se plegó a Tacines, señalando que el resto del ejército independentista fue derrotado y creyendo que Antonio Nariño fue asesinado o capturado. El 11 de mayo las tropas de Nariño, que huyeron a Tacines, decidieron retirarse definitivamente de la batalla, y los embargó el desaliento y la desconfianza, perseguidos y hostigados por los realistas. La no intervención de los oficiales y soldados se consideró más adelante, como un acto de alta traición, pues no se respetaron las órdenes de Nariño. Cuando Nariño, quien logró escapar con otros trece hombres, entre ellos su hijo Antonio Nariño Ortega y el general José María Cabal, se da cuenta de que sus tropas lo abandonaron, ordenó a su hijo y a Cabal proteger a los soldados que siguen presentes y huir, Nariño declaró que esperaría en la montaña de Lagartijas. Pero después de esconderse durante tres días y ver que los refuerzos no venían en su ayuda, decidió entregarse a los merodeadores para ir al Mariscal Aymerich para "ver si podía negociar un armisticio con el Presidente de Quito".
Tal como narra José María Espinosa, abanderado de Nariño en esta campaña la batalla aconteció así:

Antes de amanecer llegamos al ejido de Pasto y allí hicimos alto aguardando el día. Cuando este aclaró y vimos la ciudad exclamó el general en tono familiar: -¡Muchachos, a comer pan fresco a Pasto que lo hay muy bueno!-. Desde el ejido se veía al ejército realista que iba en retirada por el camellón que va para el Guáitara al mando del brigadier don Melchor Aymerich, y bajábamos con la seguridad de que no se nos opondría fuerza alguna, cuando nos sorprendió un fuego vivo que salía de entre las barrancas del camino y los trigales, veíamos el humo, pero no la gente que hacía fuego. A pesar de eso, seguimos hasta un punto que llaman El Calvario, que está a la entrada de la ciudad. El fuego era tan vivo de todas partes y la gente estaba tan emboscada y oculta que no podíamos seguir adelante ni combatir, y el general, no sabiendo lo que habría dentro de la ciudad, resolvió que regresásemos al ejido. Desde allí vimos que por la plaza iba una procesión con grande acompañamiento, y llevaban en andas con cirios encendidos la imagen de Santiago. De este punto mandó Nariño una intimación y no la contestaron. Entonces dispuso éste el ataque, pero las guerrillas pastusas se aumentaban por momentos, cada hombre iba a sacar las armas que tenía en su casa y temiendo las venganzas de los patriotas, exageradas por los realistas, formaron en un momento un ejército bien armado y municionado, que parecía haber brotado de la tierra. Al anochecer nos atacaron formados en tres columnas. Los nuestros se dividieron lo mismo, y la del centro mandada por Nariño en persona les dió una carga tan formidable que los rechazó hasta la ciudad [...] y los jefes viendo que Nariño se dirigía a tomar altura para dominar a la población lo creyeron derrotado y comenzaron a retirarse a Tacines [...]. A media noche resolvió Nariño retirarse también, pues no le quedaban sino unos pocos hombres y las municiones se habían agotado durante la pelea.

También agrega:

Para probar el arrojo de Nariño en esta ocasión, basta citar el hecho siguiente, [...]. Cerca de El Calvario cayó muerto su caballo de un balazo, y entonces cargaron sobre el general varios soldados de caballería, él, sin abandonar su caballo, con una pierna de un lado y otra de otro del fiel animal, sacó prontamente sus pistolas y aguardó que se acercasen, cuando iban a hacerle fuego les disparó simultáneamente y cayendo muerto uno de los agresores, se contuvieron un momento los otros. En este instante llegó el entonces capitán Joaquín París con unos pocos soldados y lo salvó de una muerte segura, o por lo menos, de haber caído prisionero.

## Consecuencias
Después de su captura, Nariño fingiendo ser un soldado más, dijo saber el paradero del general Nariño escondido en las cercanías, el pueblo entonces salió a la plaza a aclamar y pedir la cabeza del general, Nariño salió al balcón de la casa donde estaba Aymerich, Don Tomás de Santacruz y otros personajes ilustres de la ciudad, y luego de presentar un discurso al pueblo donde decía estar orgulloso de haber sido derrotado por ellos y les daba sus respetos, preguntó si querían al tan odiado general, y exclamó "¡Si quieren al general Nariño aqui lo tienen!", quedando la plaza en un silencio total, para después retirarse las gentes hacia sus casas. Fue reconocido su acto de valentía y gracias a la intervención de Tomás de Santacruz se negó la orden de fusilamiento, perdonándole la vida. Un año más tarde fue transferido a España y llevado a la prisión de Cádiz, retornando al país en 1821, después de ser liberado durante la Revolución de Riego en 1820.
El triunfo de los realistas en el sur de la Nueva Granada no sólo les aseguró su control de la provincia de Popayán, sino que también ayudó a debilitar al principal ejército neogranadino de la época, sin el cual el país no pudo afrontar la expedición de Pablo Morillo que inició la Reconquista colombiana con el asedio de Cartagena en 1815 y cerca de Popayán derrotó a los restos del ejército patriota en 1816 durante la batalla de la Cuchilla del Tambo.
Más tarde, las campañas independentistas en su mayoría fueron controladas por militares venezolanos desde los Llanos orientales.
Del mismo modo, la victoria decisiva de los realistas permitió a los guerrilleros realistas locales, encabezados por Agustín Agualongo, estar listos para hacer frente a los patriotas en los próximos diez años y hasta la ejecución de las campañas del Sur lideradas por Simón Bolívar y Antonio José de Sucre a partir de 1822.